# كين غولدبرغ
كين غولدبرغ (بالإنجليزية: Ken Goldberg) هو كاتب وعالم حاسوب أمريكي، ولد في 6 أكتوبر 1961 في مل فالي في الولايات المتحدة.